# 柳川平助
柳川 平助（やながわ へいすけ、1879年（明治12年）10月2日 - 1945年（昭和20年）1月22日）は、長崎県出身の日本の陸軍軍人。最終階級は陸軍中将で、陸軍次官、興亜院初代総務長官、司法大臣、国務大臣、大政翼賛会副総裁を歴任した。皇道派の重鎮。

## 経歴
1879年に長崎県長崎市西彼杵郡村松村で真円真珠の養殖をしていた楠木（くすのき）家に生まれる。大村湾真珠株式会社。内海出身。旧姓楠木平助。後の大村市設立に兄と参画。
幼少時に佐賀県の柳川家の養子となる。父は楠木友太郎。実兄・楠木志能夫（しのぶ、1953年死去）は、長崎県大村市の眼科医で地域医師会長。妻は天領長崎市唯一の武家屋敷深堀鍋島家の筆頭家老の深堀猪之助の娘、静子。静子の妹が菊子。平助の相婿が特攻隊の菅原道大。陸軍次官時代には兄を交えた10人で家族写真を撮っている。
尋常西海小学校、旧制・県立長崎中学校=長崎英語伝習所卒。日本初の官制英語学校。密入国で長崎に勾留のラナルド・マクドナルドが日本初の英語教育を施し、マシュー・ペリー来航時の通訳を務めた森山栄之助の出身。
1895年に11月~96年２月に広島の代議士八田謹二郎と小泉甚右衛門と手紙交換。
1900年に陸軍士官学校（12期）を卒業。
1904年-1905年中尉で日露戦争旅順戦に従軍。
1912年（大正元年）に陸軍大学校（24期）を優等で卒業。陸軍騎兵実施学校教官、陸軍大学校教官。
1918年（大正7年）に駐中国武官として、北京陸軍大学校に教官として赴任。
1920年8月19日参謀本部。イギリス、フランスにて、ベルサイユ講和条約交渉の日本代表団の外交武官として派遣。3年間の国際連盟駐在中は、第一次世界大戦で活躍した連合軍総司令官フェルディナン・フォッシュ元帥から兵法を修習。元帥とは10月2日生、カトリック、厳格な反ドイツという共通点がある。イギリス騎兵隊とフランス騎兵隊から学ぶ。
ほかにフランスにてトリアノン条約におけるハンガリーの領土割譲を交渉する。チェコスロバキア共和国、セルブ・クロアート・スロヴェーン王国（のちのユーゴスラビア王国）、ルーマニア王国に割譲した。
1922年8月15日に陸軍大佐。1923年1月1日宇垣一成に絵葉書。
1923年に騎兵第12連隊隊長。
1925年5月1日に参謀本部演習課長。この際には、当時の部隊の旅先旅館にて、部下らが羽目を外す中、阿南惟幾は寛容なカドが立たない対応をしたのに対して、カトリックの影響の強かった長崎出身の為か、派手な部下を叱責したと対比される。
1927年4月1日に陸軍少将。騎兵第1旅団長となり第1次山東出兵。
1929年8月1日に騎兵学校長。
1930年に騎兵総監。
1931年12月12日に陸軍中将。
1932年8月8日に犬養毅内閣の荒木貞夫陸軍大臣の下で陸軍次官に就任。真崎甚三郎らと皇道派の重鎮を担う。陸軍次官として国産大衆自動車工業の確立に関わる。
1933年6月に省部会議「満州事変後の大陸国防の方針討議」を開催。
荒木陸相、柳川次官、山岡軍務局長、山下軍事課長、真崎参謀次長、梅津総務部長、古荘第1部長、永田第2部長、小畑第3部長、鈴木作戦課長が参加。永田鉄山の「北支への南進一撃講和論」と皇道派の「戦線不拡大」と意見が割れる。この頃から統制派が、皇道派の追放と対英米開戦を計画。
またこの頃、柳川らは、外務省欧米局嘱託で英仏独に留学した反ナチスの昭和研究会の佐々弘雄から、ヴァイマル共和国のハイパーインフレの惨状を聞き、軍事・経済の双方で敗北状態のドイツ式の問題点を危険視。プロイセンのカール・マルクスによるマルクス統制経済的なMMT通貨発行の危険性を知る。
慶應大学原理日本社の三井甲之らの反マルクス経済学者から意見参考。
同年、佐賀の同郷のRICOH創始者の市村清から理研を辞めて判事か弁護士に転職するか相談を受け、仏教の釈迦を引合いに、宗教すらビジネス性がある旨説く。
陸軍大臣荒木貞夫が顧問、陸軍次官の柳川平助が理事長となり、陸海軍将校などの軍刀整備の他に伝統技法の踏襲を目的に「日本刀鍛錬会」を組織。鍛錬所を靖國神社の境内に開設。ここで作られた刀は「靖國刀」、従事した刀工は「靖國刀匠」と呼ばれ、終戦まで10年余りの期間に約8,100点が制作される。
この鍛錬所は、現在も靖國神社の境内に残っており、建物内部は改装され茶室として使用されている。
1934年4月29日に勲一等旭日大綬章。8月1日第一師団長。荒木貞夫が肺炎で陸相を退く。
1935年に斎藤実内閣下にて林銑十郎陸軍大臣の陸軍次官。教育総監の真崎甚三郎が、閑院宮載仁参謀総長、参議官渡辺錠太郎の後押しで林銑十郎陸相に罷免される。
1935年2月日米のフォード、日産の提携交渉打ち切りを横浜市長に勧告。
1935年12月2日に台湾軍司令官に転任。
1936年8月に宜蘭公園の「忠魂塔」記念碑が調印。
1936年の二・二六事件の後9月20日予備役編入。それは、参謀本部庶務課長代理富永恭次中佐によって、戦時召集の際には厚遇するという約束で自ら予備役編入願いを出してのものであった。

### 二・二六事件陰謀論の一説
陸軍主要ポストから皇道派の撤退が相次いだ為に、北閥派の青年士官達が危機感と不満を高めていた。これにより昭和維新を何者かが唆したとする説。
青年士官らの一部は陰謀を感じ、昭和維新の決行に躊躇した。内務省の無線通信記録に、決起日の青年士官達の通信記録が保存されており、決起直後に既に内務省は事態を把握していた可能性がある。
当時の光行次郎検事総長は、直後に解任されるのだが、柳川平助と同郷の親交があり、事態は想定されるモノだと見解を示していた。茂見義勝著『検事の目』（近藤書店、一九五〇）
また、士官らの動機として、空軍設立が挙げられる。昭和維新の第一師団の士官らは、日本の陸海合同の空軍創設を見越していた。ところが、出征経験から現場の意見具申を受けていた皇道派、特に教育総監の真崎と第一師団長の柳川平助を外されると、陸海の教育体制の統合、改組と空軍新設が不可能となることを危惧したとされる説。柳川の国際連盟、欧州駐在経験より、第一次世界大戦後の次世代戦では、騎兵隊のみならず、航空兵器が主力となることを想定し、意見を収集していた。
事実、各国がベルサイユ条約、ワシントン海軍軍縮条約後に、航空戦力の開発を競争・伸長していた。
結局、後に、制空権の喪失が日本の敗戦に繋がっているので、この時の青年士官らの予見は正しく的中したのである。
現に、柳川の妻「深堀静子」の深堀鍋島家の相婿が、後の航空司令官の菅原道大であり、1937年に石原莞爾らと「航空重視」の上申書を提出するも皇道派なき参謀本部はこれを保留している。
また、柳川平助の長女（文子）の婿（柴弘人）は、欧州駐在武官を務め、太平洋戦争開始前後に、周回遅れだった日本の精密機械技術を研鑽する為に技術収集。太平洋戦争中に、イタリア製の航空用精密機械を、ドイツより優先して供給を受ける工作を行った。戦末にイタリアから帰国後は、風船爆弾とケ号作戦=[丸ケ作戦](クラスター熱線爆弾)に、学徒動員のソニー創業者の井深大と盛田昭夫と参画している。戦後、上記の機密技術を米国に提出。戦後、jecoにて量産型電池時計を店頭で購入できる販路を東芝へ提案。日本の電池時計を世界市場へ押し上げる。
次女（和子）の婿は(武雄勝紀）。
三女（淑子）の婿は（弓野勲）で、陸軍軍医少佐。1941年にオランダ人ヴァン・デ・ヴェルデ著の完全なる結婚を翻訳出版。結婚生活と男女関係を綴る、恋愛版ターヘルアナトミア。同年、陸軍航空技術学校・航空総監部より、エス・ルフ、ハア・シュトルクホルト著の航空医学入門を翻訳出版。他に、前立腺細胞肉腫、植物による紫外線と皮膚アレルギーの関係。
また、原爆投下後の広島市で被爆者の放射線医学的調査を行い、米国に提供した。アメリカのロケットと宇宙服開発の際に、放射線の人体への悪影響の参考データとされた。
上記より、陸海軍双方に軍人を輩出していた深堀鍋島家の閨閥グループは空軍（航空自衛隊）設立への関与が大きい。
このことは、作家で戦艦武蔵で有名な吉村昭が細かく調査していた。
柳川平助の長男の柳川清成の妻が、山口県周防の男爵山本信行の孫娘（第8版 [昭和3(1928)年7月]）

## 日中戦争下
1937年に第二次上海事変で中国国民党軍を押し切れない上海派遣軍支援のために、第10軍が編成され、召集された柳川が第10軍司令官に補された。柳川は杭州湾上陸作戦を成功させ、中国軍の退路を脅かし、朝香宮鳩彦、松井石根らと上海攻略に貢献する。
第10軍は、華北第6師団[熊本]、第18師団[菊兵][福岡県久留米]、第114師団[栃木県宇都宮]、第5師団[広島]の国東分遣隊から構成される
杭州湾上陸作戦は、第4艦隊（司令長官豊田副武中将）護衛のもとに約100隻からなる大船団に分乗して、長崎県五島列島沖を出発し、11月5日杭州湾に上陸した。柳川の地元の長崎は元寇、倭寇時代から上海香港との交易海運ルートが存在した。11月6日「日軍百万杭州湾上陸」のアドバルーンが上海の空高くにあがった。実数10万程度の軍を10倍の100万に「ハッタリ」をかけ、国民党軍が一部遁走したとされる。
松井大将は10月13日をもって「中支那方面軍司令官兼上海派遣軍司令官」の辞令を拝受し、第10軍の作戦指導にもあたることになった。12月4日、朝香宮鳩彦（あさかのみややすひこ）中将が上海派遣軍司令官に新補されたため、松井大将は兼任を解かれる。
1937年12月に更に参謀本部や上海派遣軍の松井石根の意向を無視し独断で中国軍を追撃、南京攻略戦へと発展させ南京陥落。
真崎甚三郎の第一次上海事変後のJpmorgan社、英米の警告を受け即時撤退を以てしても、終戦に至らなかった為に、南京陥落を以て、日中戦争の終結を目指していたが、終戦、和平には至らなかった。
そもそも当時の日本の経済力では、中国大陸に大展開した日本軍を維持し続けることに無理があった。南京虐殺直前の南京城陥落時に多くの兵隊が終戦を喜んだ逸話がある。
国民党の資金源に、ドイツ派=満州統制派の岸信介や影佐禎昭、里見甫らによる、満州のアヘンがあった。三井物産より、現在の電通である昭和通商+満州国通信社から紅幇や青幇等のチャイナマフィア経由で売り捌いた利益を国民党に供与、ドイツ兵器を購入させていたため、国民党の抗戦意欲が削がれなかったとする。 フォッシュ元帥を敬愛していた柳川からすると、第一次世界大戦の日独戦の敵国ドイツと岸信介や昭和通商らが強い結び付きを持ち、双方日本製ドイツ製の武器を持った友好勢力と潰しあいをさせられた形になる。
また、後述より柳川の厭戦発言の存在がある。そもそも第10軍が増援軍であり、盧溝橋事変と第二次上海事変の原因ではない。226事件で退役させられたところを、統制派の将校不足の都合で召喚されるといった「尻拭い」であり、積極的参戦とは言い難い。寧ろこの時の批判としては、第10軍の兵隊の多くが退役した30代で、子育て中の父親を多数徴兵した部分にある。 国内に多くの母子家庭を生む結果となり、日中双方に多くのデメリットのある一件となった。
この様な、日中戦争の泥沼化、敗北の想定された尻拭い的な上級将校の派兵は、以降、同じ皇道派の山下奉文や阿南惟幾らも同じ轍を踏まされる。
そもそも、敵軍の蔣介石が柳川平助の陸軍次官時代の親日英米反共で友好関係にあった。
親日本側代表の、犬養毅と頭山満らは1928年-1929年に南京を訪れ、辛亥革命で支援していた国民党の孫文慰霊式に参列、孫文の腹心の蔣介石と会談していた。
1932年の満州国を不承認とした内閣として、「犬養毅首相ー荒木貞夫陸相ー柳川平助次官」のラインがあり、不拡大方針の皇道派が大陸国防方針を策定した。
しかし、真崎と柳川の上海ー南京戦の矛盾が発生してしまうこととなった。日中双方の人的経済的損失からみると、第二次世界大戦で和平をすべき最後のターニングポイントとなる。
全宗教統合の伊勢国霊社創建計画などからも、頭山満ー孫文ー蔣介石との友好ラインを、隠れキリシタンの地=長崎出身の柳川が崩す事に利益がない。相婿の菅原道大も島原出身であり、佐賀藩の多くは靖国神社に祀られていない。
柳川ら皇道派=長崎派は、古くから日明貿易や南蛮貿易鎖国貿易の恩恵を受けてきた親中英米派あり、東インド会社、グラバー商会、ジャーディン・マセソン商会といった、在中国上海香港の英仏米蘭系の企業との関係性があった。
この拠点を攻撃してしまうと、日英仏米のワシントン海軍軍縮条約=四カ国条約後の領土相互尊重義務の抵触と、世界恐慌によって締め出されたブロック経済の解消が更に遠退き、長崎そのものが、取引先から外されるリスクがあった。現にABCD包囲網が敷かれ、直接の経済制裁を受ける。
1938年3月に中支那方面軍の再編成に伴い召集解除、帰還。南京攻略戦後の虐殺を抑えられずシーメンス中国支社所属のドイツ人ジョン・ラーベからの批判が集中した為。一説に、国民党政権がシーメンスから軍事兵器を購入していた為に強い批判があったとされる。
1938年12月16日に設立興亜院の初代総務長官に就任。1940年12月21日まで務める。
同年末、妻の鍋島家深堀静子の遠縁の大越兼二大佐が満州国の関東軍情報担当参謀のハルビン特務機関にて、ノモンハンのロシア軍との衝突を予見、警告をするも作戦課が無視して、ノモンハン戦にて航空戦敗北。露軍が制空権獲得。峰幸松の子息がそれぞれ大越兼二と板垣征四郎の妻で、柳川の旧制長崎中学の同じ出身校の同郷の峰幸松と興亜院の時の関係で両者と家族ぐるみの交友があった。
1939年に汪兆銘と会談。
1940年6月24日 東京商科大学一橋講堂にて東亜経済研究所開設記念東亜経済講演を行う。高瀬荘太郎、岸信介、児玉謙次らも講演者。
1940年米内光政内閣にて、厚生大臣の吉田茂と共に北支関係綴の復命書にて、漢方資源調査報告書を受託。天津市場での医薬品原料として漢方の日本への輸入、日本での製薬製品の中国への輸出体制の計画認可。
1940年12月21日に興亜院総務長官を退き、第2次近衛内閣に司法大臣就任。平沼騏一郎と財閥の後援により風見彰から司法相を引継ぎ就任。警視庁を率いる。戦時下唯一の、非検事非司法次官出身の司法大臣。初代司法卿の江藤新平以来の同郷出身の法務大臣である。
国防保安法の制定。収賄罪、公正証書原本不実記載罪、失火罪の厳罰化。贈賄罪、談合罪、業務上失火罪と競売・入札妨害罪の新設。借家法改正。
国防保安法の制定は、1937年時点で、既に米国が、日本の公式諜報機関以上に、日本の水面下の活動を把握していた事や、各方面にて非公式組織が国内諜報網を構築しており、情報操作が常態化していた事を受けて。また、「国民にややもすれば不安感を与えるようなおそれがあることは、お説のとおり」と言論統制への懸念も理解していた。
公正証書原本不実記載罪の厳罰化は、登記変更によって実質の備わらぬ会社が、軍需会社その他将来有望な会社を装い不法利益を図る行為を抑止する目的。
※贈賄罪について、重要。
前提背景として、当時、太平洋戦争の一因となった「石油と自動車工業の日米の提携、合弁など」において、柳川が陸軍次官であった1935年に、柳川自身の方針は不明だが、陸軍整備局は賛成で、軍務局長の武藤章は満州の日満自動車㈱との繋がりを重視から、フォード日産の提携を反対とし、柳川が横浜市長にフォードへの用地提供の中断勧告を出した。また、対立派閥の統制派の岸信介が商務省工務局長などを務め、柳川の軍、政界からの排除以降も、日米双方の内部紛争にて提携に不調をきたし続けていた。　
こういった日米自動車産業の衝突の要因として、当時、岸信介と東條英機ら統制派の、濃厚な贈収賄と談合の疑惑が原因として考えられていた。後年、極東裁判や岸信介の政権獲得時の援助団体などを経て確定的に発覚していくが、アヘンなど満州利権から得た賄賂の資金を、岸信介が設立、当時は非合法の経団連からの企業献金を受け、逆に政財界各所へカネを融通して、政権組閣の派閥形成の支持者を集めていた。現在でいう選挙買収に近く、それらが陸軍省と政権内部にて争いを生んでおり、皇道派が目指していた日中戦争の和平講和や対米開戦回避の妨害工作の原資でとなっていた。妨害理由として、統制派の権力維持に満州利権からの各所への賄賂が不可欠であった為、満州の日英米共同開発やハルノートの提案は、統制派は決してのむ事が出来なかった。これらを受けて当時の大政翼賛会は財界から「赤」と判断され、住友銀行頭取などから銀行融資をしてはならないと銀行側へ通達があった。柳川の司法大臣と大政翼賛会副総裁の兼任は「新経済体制」に関わった者を更迭するため、財界からの支援を受けたものであった。
※借家法改正
｢借家法｣が1921年(大正10年)に制定されたものを「何等債務不履行ナキ善良ナル賃借人ヲ保護スル」の目的のため、「借家関係ノ円満ナル解決ニ資スル所ガ少クナイト信ズル次第」を立法趣旨として改正。貴族院にての発言要約。
｢近年の建物価格の高騰に伴い、借家所有権者が売却等の利益のため、不当性のある解約や更新拒絶によって、善良な入居者や営業店舗が生活や経済活動の妨げになっている｣という部分であり、戦時中当時に、出征した兵士の帰る家がないといった問題を受けての改正。
平沼騏一郎と小磯国昭と神道研究会を設立。
1941年2月15日に私有財産制度否認思想取締り方針を衆議院で明示。
1941年3月28日-10月22日に大政翼賛会の初代副総裁。
1941年3月　外相の松岡洋右がスターリンと日ソ不可侵条約の締結したことに不快感を示す。
1941年4月17日総力戦と少年保護をラジオ放送する。
1941年5月に治安維持法の全面改正
1941年7月18日に第3次近衛内閣では国務大臣に転任。
1941年冬以降、太平洋戦争中、旧来の反東条勢力として、倒閣運動に参画。度々、真崎甚三郎らと会合。第一次上海事変で英米へ配慮し即時撤退を行った真崎の首班指名を計画。
(纐纈厚「『聖断』虚構と昭和天皇」より)
1942年（昭和17年） 2月11日 ‐ 大村町・三浦村・鈴田村・萱瀬村・福重村・松原村が合併し市制施行。 大村市が発足。設立に兄の楠木志能夫ら各代表と参画
1942年4月13日大村市議会で市長推薦を受けるも辞退。
1942年10月16日 米英撃滅大東亜建設促進講演を清話会にて平出英夫、飯田清三、野口米次郎、本間雅晴らと
1943年にリコー三愛グループ創設の市村清と会話にてフランクリン・ルーズベルトの「欠点を恐るるは小人の常なり」を引用
日米自動車会社設立からの長きにわたる関係からのセリフとされる。
1943年に高松宮伏見宮賀陽宮吉田茂佐々弘雄海軍懇談会ら親英米勢力と共に東條内閣倒閣運動と終戦工作を試みる。
柳川平助は、高松宮の御用掛に就任した細川護貞に対して、「東條内閣に対する批判ありて、最も望ましきは、東條其人の悟りなれど、これは望みても得べからざるものにして、現今の方法としては
(1)議会に於ける批判
(2)枢密顧問官の会議に於ける発言、及び単独上奏
(3)重臣会議、重臣と云ふものの定義なり法制上地位の問題なるも、兎も角も重臣より御上に申し上ぐる方法
(4)宮殿下を通じて、申し上ぐる方法。臣下としては希望すべきには非ざるも、やむを得ざればかる方法としては致し方なし
(5)は御上より直接東條首相に対し、御下問あらせらることにて、是は最も望ましき事ながら、臣下より申し出づべき事柄に非ず」
より細川護貞は(4)を選択する。この細川護貞は鍋島直正の曾孫で、鍋島家の閨閥グループに属する。
帝国議会や枢密院顧問官会議にて、東条批判の論陣を張る一方、和平派の宮家から、東條退陣の必要性を昭和天皇に上奏する方法を模索。重心会議の開催となって実現する。
宮内省の木戸幸一、統制派の岸信介ら東條英機の重臣それぞれに、皇道派と昭和天皇の実弟や宮家、岡田啓介海軍大将ら、各方面から圧力をかけ、また、石原莞爾らグループによる暗殺計画の露呈等もあり、東條退陣へと結びつける。
元々、平沼騏一郎グループの国粋主義者=[鎖国派][天領長崎貿易派]であったことより、朝鮮併合、満州併合に反対の姿勢。アーリア人優勢論でナチス機関誌主筆のアルフレート・ローゼンベルクに反対の姿勢。「悪化が良貨を駆逐する」と表現し、ドイツ型併合反対し、秦の始皇帝の様な反対学者を坑にする、焚書坑儒を危惧していた。しかし、長年の日中へ侵略を行った朝鮮に対しては、同時にヒトラーを引用して朝鮮人の日本からの隔離、独立も主張していた。
これは、出身地が長崎市であること、妻の深堀静子が江藤新平らを匿った隠れキリシタンの潜伏地、深堀であることなどから、長らく民族的に弾圧されてきた側であったことからの危惧といえる。
また、戦争終盤では翻意があったのかドイツヒトラーやアメリカのような多民族国家を肯定する発言もある。
大政翼賛会の副総裁当時、頭山満、今泉定助、大島健一、永田秀次郎前東京市長らと、仏教とキリスト教も含めた霊地として宇治山田の伊勢大廟内宮、来宮神社に国霊社という靖国神社の多宗教版の建立を計画し、地鎮祭まで完了していた。
陸軍中野学校のある中野周辺に一時住んでいた。
朝鮮と満州を失えないとした帝国日本の姿勢は、長州出身の統制派や満州派政財界によるところが大きい。
1944年に吉田茂、高松宮宣仁、佐々弘雄が東条英機の後任首班指名に柳川を提言するも不調、小磯国昭が首相。
二度の長州征伐に参加していた長崎佐賀藩のグループである為、長州出身の木戸幸一が拒否した為。
1944年3月29日に「正午、佐々克堂［友房］先生遺品が佐々弘雄氏の手に帰したるによりとの披露の宴に出席。泊老人、柳川将軍等十余人会食」
『細川日記』より
佐々弘雄子息の佐々淳行が、後に初代内閣官房安全保障室長として、ロシア北朝鮮の監視をする土台であった。
1945年1月22日、世田谷にて狭心症から心臓発作で病死。
死去にあたり祭資の下賜を受けた。また、葬送にあたり勅使として侍従が派遣され、幣帛の下賜を受けた。
柳川の死後、同年4月に、親英米ヨハンセングループに対する、東條英機らの報復か、吉田茂が逮捕されている。柳川の死と、吉田茂の逮捕で、また、和平ルートであったフランクリンルーズベルトが死去など、政界の強力な終戦派が消え去った後に、東京大空襲、広島原爆、長崎原爆と続いている。また、吉田茂を第１次として、柳川を第２次逮捕対象者としていた。
※長崎原爆での有名な写真の一枚は、柳川平助の妻、深堀静子の出身の長崎半島深堀鍋島家所領、川南工業（現三菱造船）の香焼からの一枚である。
※同年後に、平助の次男の柳川清宇が、志願先のビルマにて戦死。清宇はビルマにて部下に敗戦が予想される事を発言。これは、同皇道派の山下奉文も予想していた。父・平助を陸相に据えることで、終戦時の軍部の制御と、近衛上奏文から東南アジアからの撤兵、また戦争責任の引責ができると考えていた。柳川が荒木、林陸相時代に、平助の副官を務めた牛島満陸軍大将の娘との縁談が決まっていたとされるが、死を覚悟したビルマ志願であった為、直前に縁談を辞退したとされる。
また、清宇の母方の「深堀鍋島家」出身に海軍兵学校(69期)卒で特攻隊所属の深堀直治がおり、特攻の戦死者は47名中、正規士官は深堀直治中佐だけで、大多数は予科練と予備学生だった。
双方正規士官でありながらも、罪のない一般国民のみを犠牲戦争にせず、志願し、最前線で散り果てた。
また、柳川平助との関係性は不明ながらも、妻の静子が深堀鍋島家の中屋敷出身として、深堀鍋島家本藩にて「鍋島姓」を持つ31代の血筋の鍋島茂明海軍中将は、嶋田大将の下で、横須賀鎮守府機関長、佐世保鎮守府機関長、大本営部員、連合艦隊機関長、戦後にGHQ米国進駐軍最高顧問を務めている。
また、鍋島茂明の祖父で29代の鍋島茂精は、長州征討に参加、ジャーディン・マセソン商会、グラバー商会と日英共同の軍艦島石炭開発を行い、上海・香港へ輸出して明治新政府の財政へ寄与していた。
こういった視点から見ると、国際的な軍隊定義上は、陸海空の機能を併せ持つ鍋島家の閨閥は、機能的には海兵隊といった存在に近い。
※1939年に長男の柳川清成陸軍少佐が陸軍戸山学校軍楽隊にて騎兵の歌の作詞

## 人物
二・二六事件の頃、昭和天皇について「不適任なら、別の人に替えてもよい」と、当時は内務省の官僚だった増田甲子七（かねしち）に語り、増田は「逆賊だ」と言い返したことを回想録に記している。これについて、当時、皇道派の後援だった平沼騏一郎と元老の西園寺公望が、30代と若かりし昭和天皇の側近ポストを巡って対立した為である。
事件後、1936年3月に平沼騏一郎が西園寺公望に代わり枢密院議長を務めるも、1940年西園寺の元老の役割を内大臣として木戸幸一が引継ぎ、事実上の摂政に近い統帥権を保持していた。
その木戸幸一が戦線拡大派の統制派の東条英機らを陸相や首相といった優遇人事を行い、皇道派を要職から外した。陸軍の兵力資産と対欧米関係から南進への戦線拡大が好ましくない状況があり、平沼騏一郎を以てして西園寺と木戸らを昭和天皇から引き剥がす事が実現せず。戦線拡大派の手中の昭和天皇を退位させる他になかったとされる。荒木貞夫・真崎甚三郎らが極東裁判にて一部退位画策を認めている。
近衛内閣にて、松岡洋右がスターリンと腕を組む写真を見て、共産主義勢力との癒着に難色を示していた。
また、終戦末期には荒木貞夫が度々柳川の家を訪れており「柳川はいないか」と相談に訪れていた。
長崎市となった旧大村藩領出身から大村市の設立に携わり、旧制大村中学（現在高校）は、日露戦争の講和をし、シャーマン反トラスト法の制定を担ったセオドアルーズベルトの孫娘が訪問した。その関係からかセオドアルーズベルトを敬愛していた。
省部時代には、社会局の人間が柳川との面会を希望したが「社会局というからには社会主義者の手先に違いない、会わない」と発言している。
柳川を後援していた反ドイツ姿勢の平沼騏一郎と同様に、親ソの陸軍統制派に近いグループを危険視していた。これは、パリ講和会議以来、普仏戦争、第一次世界大戦で活躍した連合軍総司令官フェルディナン・フォッシュ元帥との盟友関係があったことや、社会主義経済に感化されて5ヵ年計画を持ち込んだ陸軍統制派へ強く反発していたことによる。柳川は、欧州滞在時、実物資源の不足による著しい供給制約下での通貨の過剰供給により、ハイパーインフレーションを引き起こしていた当時のナチス・ドイツとソ連の統制経済に基づく経済政策の失敗を間近に見ており、実体経済の成長の伴わない総需要拡大政策には、反対であった。
第二次上海事変～南京事変（南京虐殺）においては、侵攻時に中国との戦争を厭戦する発言をしている。
出身が長崎市で、妻の静子の深堀鍋島家の敷地が、日明貿易を行っていた唐人屋敷のあった場所であり、古くからの日中友好の関係性があったこと。
また、明治時代黎明期に、恵比寿ビール設立で有名な、在上海の英国系ジャーディン・マセソン商会のグラバー出資で、深堀鍋島家所領の端島=軍艦島の石炭採掘事業を行っていたこと、があげられる。
他に第一次上海事変にて皇道派の真崎甚三郎が、上海Jpモルガンより英米からの対日感情の深刻な悪化を警告されていた事から対米開戦起因となり得る事への厭戦発言だと考えられる。
理化学研究所派生のRICOH創始者の市川清の同郷で退職を思い止まらせた相談相手の1人であった。
南京虐殺の責任者の1人でありながら、戦争当初から和平派反戦派であり、戦争末期に吉田茂、高松宮宣仁、佐々弘雄らのグループ所属であったことや、戦時下のスパイが跋扈した状況から行われた国防保安法制定などからも、戦後日本の国防体制構築の楔となった謎の多い人物である。

## 柳川文書の発見
二・二六事件から70年を経過した2005年2月、長崎県大村市で、柳川平助が書いた自筆の書簡集が発見された。眼科医で、東彼杵郡医師会会長を務めたこともある実兄・楠木志能夫（くすきしのぶ、1953年死去）に、1927年から1944年の間に出されたもの。二・二六事件前において、政府や軍などに対して抱いていた不満、不信感がつづられており、貴重な資料となっている。

## 栄典
位階
- 1901年（明治34年）10月10日 - 正八位[7]
- 1910年（明治43年）9月30日 - 従六位[8]
- 1912年（明治45年）1月22日 - 従二位 [9]

勲章等
- 1940年（昭和15年）8月15日 - 紀元二千六百年祝典記念章[10]